# Mathesius (Familie)

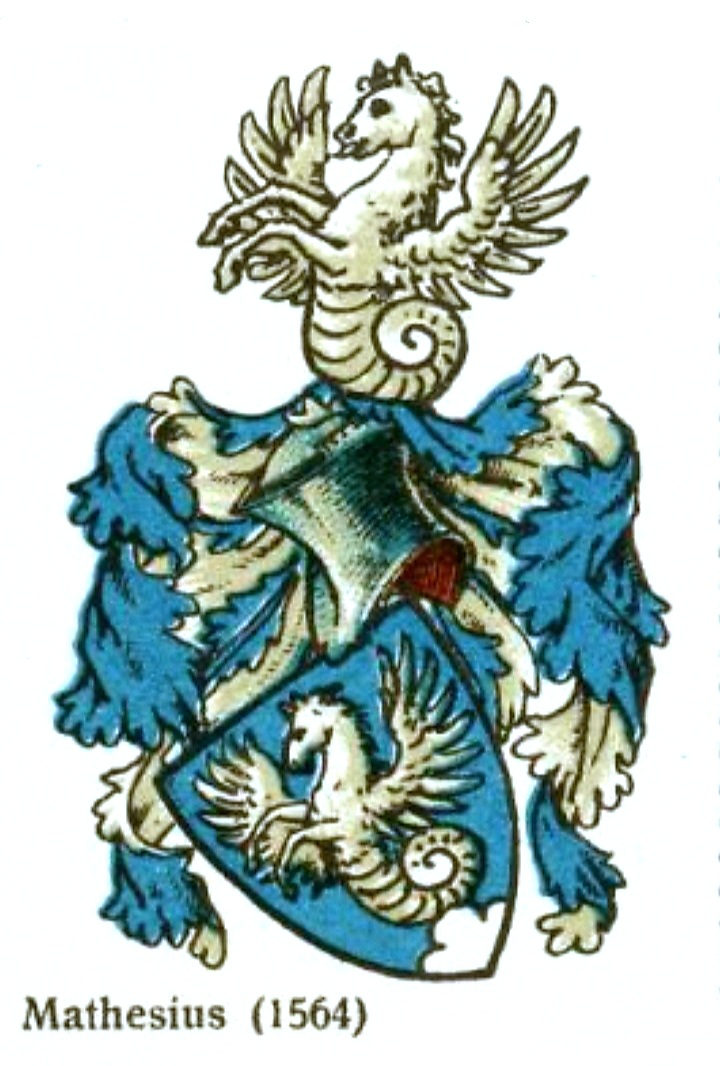
Stammwappen der Familie Mathesius von 1564

Mathesius, auch Matthesius, ist der Name eines sächsisch-böhmischen Geschlechts, das aus Rochlitz stammte und einen geadelten Zweig namens von Mathesien in Livland und einen namens von Ankersheim in Pommern hatte.

## Geschichte

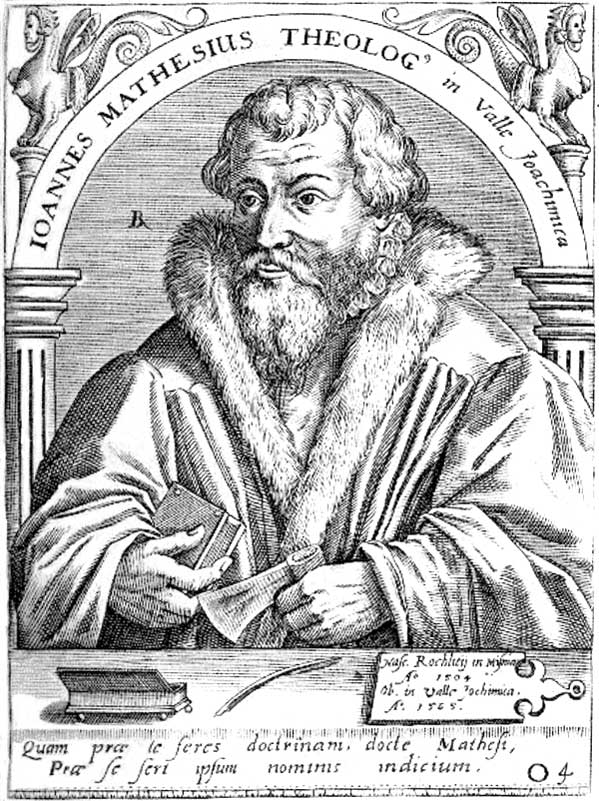
Johannes Mathesius (1504–1565)

Der Stammvater des Geschlechts Mathesius in Rochlitz war Valentin Matheß, Ratsherr und Bürgermeister in Rochlitz, Vater des dortigen Ratsherrn Wolfgang Mathesius (Matheß). Wolfgang Mathesius gehörte zu den wohlhabenden Gewerken der Bergstadt und starb 1521. Einer seiner Söhne war Johannes Mathesius (* 24. Juni 1504 in Rochlitz; † 7. Oktober 1565 in Sankt Joachimsthal, Böhmen), deutscher Pfarrer und lutherischer Reformator. Der Enkel von dessen Sohn Paul Mathesius war Christian Gottfried, der die Genealogie seiner Familie verfasste, die 1705 im Druck erschien. Er stand in russischen Diensten, erwarb den Adel und führte den Namen von Mathesien. Als Oberauditeur war Christian Gottfried Mathesius in russische Dienste getreten, wo er sein Glück machte und geadelt wurde. Gutsbesitzer war Christian Gottfried von Mathesien auf Zehrten und Glinzendorf in Livland, auch war er Besitzer des Mathesienhofs in Riga. Des Hofgerichts-Assessors Mathesius, der später von Mathesien hieß, Tochter war mit Capitain von Kahlen vermählt, und sie vererbte die Güter auf ihren Sohn, Kreismarschall Christian Gottfried von Kahlen.
Der neumärkische Amtskammerrat Christian Matthesius, Sohn des Bürgermeisters in Rochlitz, Christian Matthesius, besaß seit 1691 das märkische Rittergut Klein Ziethen. Er verkaufte es 1697 dem Oberstleutnant David Friedrich von Rohr (1656–1732). Als kurbrandenburgisch-neumärkischer Oberamtmann wurde er am 27. Juni 1699 in Wien von Kaiser Leopold I. mit dem Prädikat „von Anckerheim“ mit Wappenbestätigung und Lehenberechtigung in den rittermäßigen Adelsstand erhoben.

## Persönlichkeiten
- Balthasar Mathesius (1669–1737), deutscher evangelischer Theologe
- Bohumil Mathesius, böhmischer Dichter und Publizist
- Christian Gottfried Mathesius, nachmals von Mathesien, um 1700, Gutsbesitzer in Livland und des Mathesienhofs in Riga, russischer Hofgerichts-Assessor und Oberauditeur
- Johannes Mathesius (1504–1565), sächsisch-böhmischer Theologe
- Johannes Mathesius der Jüngere (1544–1607), deutscher Mediziner
- Paul Mathesius (1548–1584), deutscher lutherischer Theologe
- Vilém Mathesius (1882–1945), böhmischer Linguist und Historiker
- Walther Mathesius (1859–1945), deutscher Eisenhüttenkundler, Metallurge, Hochschulrektor

## Wappen
- Blasonierung des Stammwappens von 1564: Im blauen Wappenschild auf silbernem Dreiberg ein geflügeltes silbernes  Seepferd. Auf dem Helm mit blau-silbernen Decken das Seepferd.